# Open Parc Auvergne-Rhône-Alpes Lyon 2018 - Qualificazioni singolare
Le qualificazioni del singolare del Open Parc Auvergne-Rhône-Alpes Lyon 2018 sono state un torneo di tennis preliminare per accedere alla fase finale della manifestazione. I vincitori dell'ultimo turno sono entrati di diritto nel tabellone principale. In caso di ritiro di uno o più giocatori aventi diritto a questi sono subentrati i lucky loser, ossia i giocatori che hanno perso nell'ultimo turno ma che avevano una classifica più alta rispetto agli altri partecipanti che avevano comunque perso nel turno finale.

## Teste di serie
1. Laslo Đere (qualificato)
2. Roberto Quiroz (primo turno)
3. José Hernández-Fernández (qualificato)
4. Alejandro González (primo turno)

1. Maxime Janvier (primo turno)
2. Steven Diez (primo turno)
3. Federico Coria (ultimo turno, lucky loser)
4. Evgenij Karlovskij (primo turno)

## Qualificati
1. Laslo Đere
2. Filip Horanský

1. José Hernández-Fernández
2. Jordi Samper-Montaña

### Lucky loser
1. Federico Coria

1. Joris De Loore

## Tabellone qualificazioni

### Legenda
| - Q = Qualificato - WC = Wild card - LL = Lucky loser | - ALT = Alternate - SE = Special Exempt - PR = Protected Ranking | - w/o = Walkover - r = Ritirato - d = Squalificato |

### Sezione 1
|  | Primo turno | Primo turno     | Primo turno     | Primo turno | Primo turno |  |  | Ultimo turno | Ultimo turno   | Ultimo turno   | Ultimo turno | Ultimo turno |  |
|  |             |                 |                 |             |             |  |  |              |                |                |              |              |  |
|  | 1           | Laslo Đere      | Laslo Đere      | 6           | 6           |  |  |              |                |                |              |              |  |
|  |             | Yannick Mertens | Yannick Mertens | 4           | 3           |  |  | 1            | Laslo Đere     | Laslo Đere     | 7            | 6            |  |
|  |             | Joris De Loore  | 4               | 6           | 7           |  |  |              | Joris De Loore | Joris De Loore | 5            | 4            |  |
|  | 5           | Maxime Janvier  | 6               | 3           | 5           |  |  |              |                |                |              |              |  |

### Sezione 2
|  | Primo turno | Primo turno             | Primo turno    | Primo turno | Primo turno |  |  | Ultimo turno | Ultimo turno            | Ultimo turno            | Ultimo turno | Ultimo turno |  |
|  |             |                         |                |             |             |  |  |              |                         |                         |              |              |  |
|  | 2           | Roberto Quiroz          | Roberto Quiroz | 4           | 2           |  |  |              |                         |                         |              |              |  |
|  |             | Filip Horanský          | Filip Horanský | 6           | 6           |  |  |              | Filip Horanský          | Filip Horanský          | 6            | 6            |  |
|  | WC          | Antoine Cornut-Chauvinc | 5              | 6           | 6           |  |  | WC           | Antoine Cornut-Chauvinc | Antoine Cornut-Chauvinc | 1            | 3            |  |
|  | 6           | Steven Diez             | 7              | 2           | 1           |  |  |              |                         |                         |              |              |  |

### Sezione 3
|  | Primo turno | Primo turno              | Primo turno              | Primo turno | Primo turno |  |  | Ultimo turno | Ultimo turno             | Ultimo turno             | Ultimo turno | Ultimo turno |  |
|  |             |                          |                          |             |             |  |  |              |                          |                          |              |              |  |
|  | 3           | José Hernández-Fernández | José Hernández-Fernández | 7           | 6           |  |  |              |                          |                          |              |              |  |
|  |             | Tristan Lamasine         | Tristan Lamasine         | 62          | 4           |  |  | 3            | José Hernández-Fernández | José Hernández-Fernández | 6            | 6            |  |
|  |             | Axel Michon              | Axel Michon              | 3           | 0           |  |  | 7            | Federico Coria           | Federico Coria           | 2            | 4            |  |
|  | 7           | Federico Coria           | Federico Coria           | 6           | 6           |  |  |              |                          |                          |              |              |  |

### Sezione 4
|  | Primo turno | Primo turno          | Primo turno | Primo turno | Primo turno |  |  | Ultimo turno | Ultimo turno         | Ultimo turno | Ultimo turno | Ultimo turno |  |
|  |             |                      |             |             |             |  |  |              |                      |              |              |              |  |
|  | 4           | Alejandro González   | 6           | 3           | 5           |  |  |              |                      |              |              |              |  |
|  |             | Jordi Samper-Montaña | 3           | 6           | 7           |  |  |              | Jordi Samper-Montaña | 6            | 4            | 6            |  |
|  | WC          | Matteo Martineau     | 6           | 3           | 6           |  |  | WC           | Matteo Martineau     | 3            | 6            | 3            |  |
|  | 8           | Evgenij Karlovskij   | 3           | 6           | 3           |  |  |              |                      |              |              |              |  |